# 谢维 (1618年)
谢维(1618年—1682年)，明末人物，郑成功部下，因用和平方式解决台湾"南社骚乱风波"而留史册。